# HD 68217
HD 68217，又名CD-43 3998，SAO 219502、HR 3204，是一颗恒星，视星等为5.21，位于銀經260.07，銀緯-5.96，其B1900.0坐标为赤經8h 6m 18s，赤緯-43° -5.96′ 40″。